# Václav Majer
Václav Majer (22. ledna 1904 Pochvalov – 26. ledna 1972 College Park, Maryland, USA) byl český a československý politik, člen sociálnědemokratické strany, ministr československých vlád, poslanec Prozatímního Národního shromáždění a Ústavodárného Národního shromáždění. Po únorovém převratu roku 1948 žil v exilu a předsedal exilové ČSSD.

## Život

### Mládí a aktivity v exilu
Původním povoláním byl horník. Od věku 15 let pracoval v hornickém průmyslu na Mostecku. Angažoval se jako tajemník v odborovém sdružení sociálně demokratického zemědělského dělnictva na Lounsku. V letech 1935–1938 byl předsedou Svazu domkařů a malorolníků při Československé sociálně demokratické straně dělnické. V letech 1937–1938 byl členem ústředního výboru sociální demokracie. Profiloval se jako stranický odborník na otázky rozvoje venkova. Spolupracoval s listem Právo lidu. Po okupaci Československa v březnu 1939 se zapojil do odboje. Po prozrazení utekl v únoru 1940 přes Maďarsko a Jugoslávii do Francie. Na začátku května 1940 vstoupil do československé armády ve Francii a byl zařazen k 2. pluku. S ním se v červnu 1940 zúčastnil těžkých ústupových bojů. Po kapitulaci Francie byl spolu se svou jednotkou evakuován 26. června z přístavu Sète do Velké Británie. Zde byl 21. listopadu 1941 jmenován Edvardem Benešem členem Státní rady československé. V letech 1944–1945 působil jako ministr průmyslu, obchodu a živností v druhé exilové vládě Jana Šrámka v Londýně. Jeho matka byla kvůli exilové politické aktivitě svého syna pronásledována nacisty a umučena v Osvětimi.

### Poválečným politikem ČSSD
Po druhé světové válce byl v letech 1945–1946 poslancem Prozatímního Národního shromáždění za ČSSD. Po parlamentních volbách v roce 1946 zasedl jako poslanec do Ústavodárného Národního shromáždění za sociální demokraty. Zde formálně setrval do voleb do Národního shromáždění roku 1948. Za sociální demokraty působil v letech 1945–1948 i ve funkci ministra výživy v první vládě Zdeňka Fierlingera, druhé vládě Zdeňka Fierlingera a v první vládě Klementa Gottwalda. V témže období byl také členem představenstva sociální demokracie.
Už od dob londýnského válečného exilu zastával názor, že sociální demokraté mají v rámci levice vystupovat samostatně a nebýt řízeni komunisty ani prokomunistickou frakcí v sociálnědemokratické straně. Tento názor ve straně získával během roku 1947 podporu. Majer se na brněnském sjezdu ČSSD v listopadu 1947 přičinil o vítězství Bohumila Laušmana v boji o post předsedy strany, čímž byl poražen prokomunisticky zaměřený Zdeněk Fierlinger.
V únoru 1948 se stal aktérem a hybatelem vládní krize, která po několika týdnech vyvrcholila komunistickým převzetím moci. 10. února 1948 Václav Majer navrhl ve vládě zavedení měsíčního přídavku 800 Kčs pro veřejné zaměstnance. Komunistická strana Československa tento záměr odmítla jako škodlivý pro státní pokladnu a komunistický předák odborů Antonín Zápotocký kvůli tomu svolal za 22. února do Prahy sjezd závodních rad. Mezitím odmítl zemědělský výbor sněmovny komunistický návrh na radikální pozemkovou reformu, na což reagovala KSČ svoláním rolnických rad. Následovala aféra okolo dosazování komunistických stoupenců na posty v bezpečnostních složkách státu a demise ministrů několika nekomunistických stran.
Během samotného únorového převratu roku 1948 Majer požadoval, aby i sociálnědemokratičtí ministři podali rovněž demise a připojili se tak k dalším nekomunistickým stranám. Tak se však nestalo, jelikož byl v předsednictvu strany přehlasován Fierlingerovým s KSČ spolupracujícím křídlem a i Laušmanovými centristy. Proto ráno 25. února 1948 podal demisi sám za svou osobu. Poté, co v ČSSD převzalo moc prokomunistické křídlo, byl rovněž zbaven všech stranických postů a vyloučen ze sociální demokracie.

### Emigrace a aktivity v poúnorovém exilu
Z Československa posléze v létě roku 1948 emigroval. Nejprve se usadil ve Velké Británii, kde působil až do své smrti jako předseda ČSSD v exilu, roku 1950 přesídlil do USA. Zastával funkce v Radě svobodného Československa, Socialistické internacionále a v řadě dalších organizací.
Jeho manželka Irma Majerová, rozená Linhartová (1918–2002), se rovněž angažovala v exilové sociální demokracii a byla sekretářkou generálních tajemníků strany Vojtěcha Dundra a Blažeje Vilíma.

## Publikace
- O lepší zemědělskou politiku a zabezpečení výživy : články a projevy. Praha : Československá sociální demokracie, 1945. 15 s.
- UNRRA a Československo. Praha : Tiskové oddělení ministerstva výživy, 1946. 14 s.
- Zásady reorganisace distribučního systému a některé aktuální otázky vyživovací politiky. Praha : Tiskové oddělení ministerstva výživy, 1947. 26 s.